# Finn Delany
Finn Patrick King Delany (Nelson (Nueva Zelanda), 12 de agosto de 1995) es un baloncestista neozelandés que pertenece a la plantilla del Utsunomiya Brex de la B.League de Japón. Con 2 metros de estatura, juega en la posición de alero. Es internacional con la selección de baloncesto de Nueva Zelanda.

## Trayectoria deportiva
Se formó en los Nelson Giants de su ciudad natal, con el que debutó en la NBL de Nueva Zelanda en 2013.
En la temporada 2014-15, se marchó a Estados Unidos para jugar con los Southwest Baptist Bearcats, regresando a Nelson al término de la temporada y continuó jugando para el equipo hasta 2018. En su última temporada promedió 19,9 puntos, 7,7 rebotes y 2,5 asistencias con un 57 % de tiros de campo y fue nombrado mejor tirador de la liga y miembro del All-Star Five.
En 2015, firmó por los New Zealand Breakers para disputar también la NBL australiana y en el que estuvo durante siete temporadas. En 2021, promedió 16,2 puntos, 6,8 rebotes y 2,2 asistencias por partido.
En febrero de 2019, firmó un contrato con el equipo serbio del KK FMP de la KLS hasta el final de la temporada 2018-19.
En julio de 2019, se unió a los Dallas Mavericks para disputar la Liga de Verano de la NBA, donde promedió 6,3 puntos, 2 rebotes y 1,3 asistencias en 10 minutos por partido.
El 12 de julio de 2022, firma por el Telekom Baskets Bonn de la Basketball Bundesliga.
El 7 de marzo de 2024, ficha por Casademont Zaragoza de la Liga ACB.
El 6 de mayo de 2025 firma con el Utsunomiya Brex de la B.League de Japón.

### Selección nacional
Es internacional con la selección de baloncesto de Nueva Zelanda con la que debutó en 2017.
Durante agosto y septiembre de 2023 fue integrante de la selección de Nueva Zelanda que participó en el Mundial de 2023 celebrado en Asia, y que finalizó en vigesimosegundo lugar.